# 차 정원

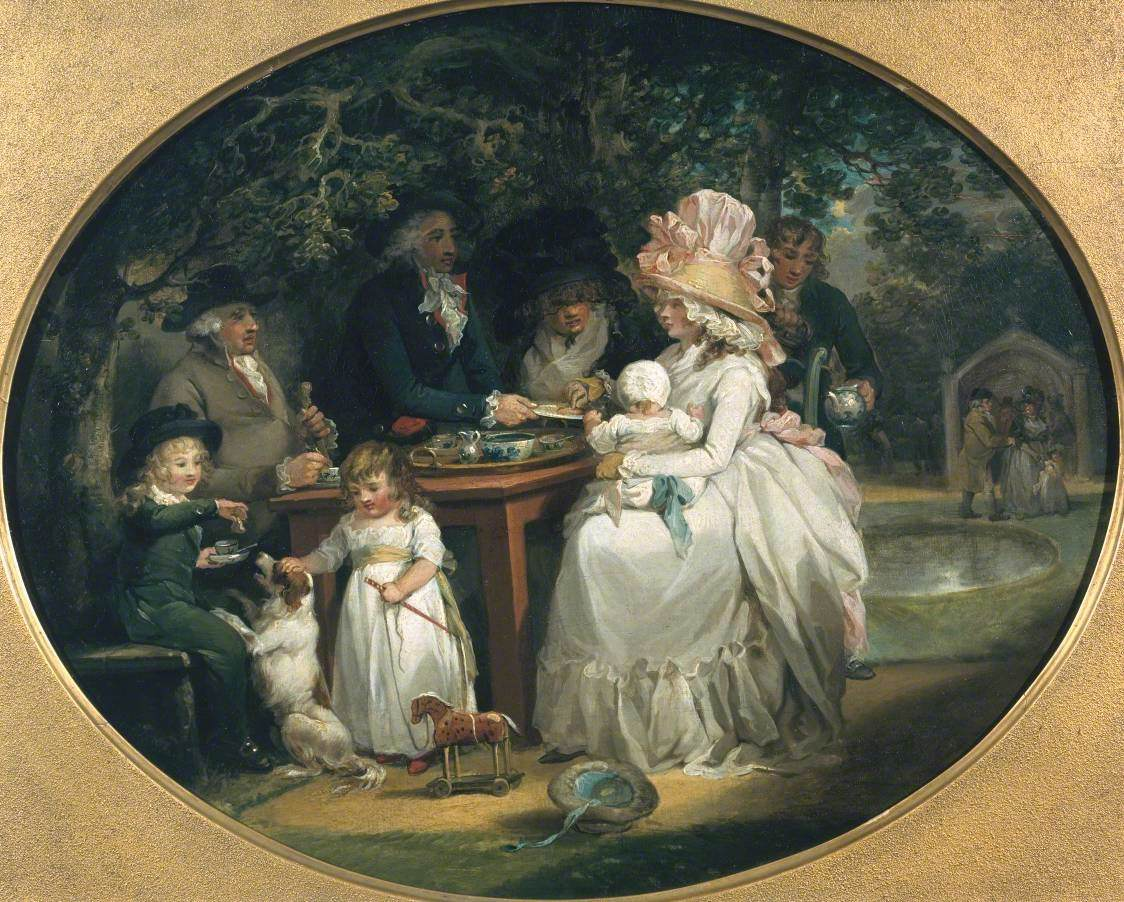
조지 모어랜드의 그림 《티 가든》 (1790년)

차 정원, 영어로 티 가든(영어: tea garden)은 차와 다과를 즐길 수 있는 야외 공간 내지는 정원을 말한다. 간혹 다원 (茶園)이라는 한자어로 번역되기도 하나 이는 차밭을 가리키는 말이다. 인도에서는 실제로 차 농장 (차밭)을 티 가든이라고 부른다.
서양에서는 특히 영국의 빅토리아 시대부터 발달하였으며 상업용으로 조성되던 열락공원 (pleasure park)의 한 유형이었다. 남녀 커플들이 많이 방문하던 정원으로서 남자들은 론볼을 치며 맥주나 와인을 즐기는 사이, 여자들은 차 정원에서 차 한잔을 마시는 식이었다. 현대에는 '티 가든'이라고 하면 정원이라는 성격보다는 카페나 찻집의 야외 공간을 가리킬 때가 많다.

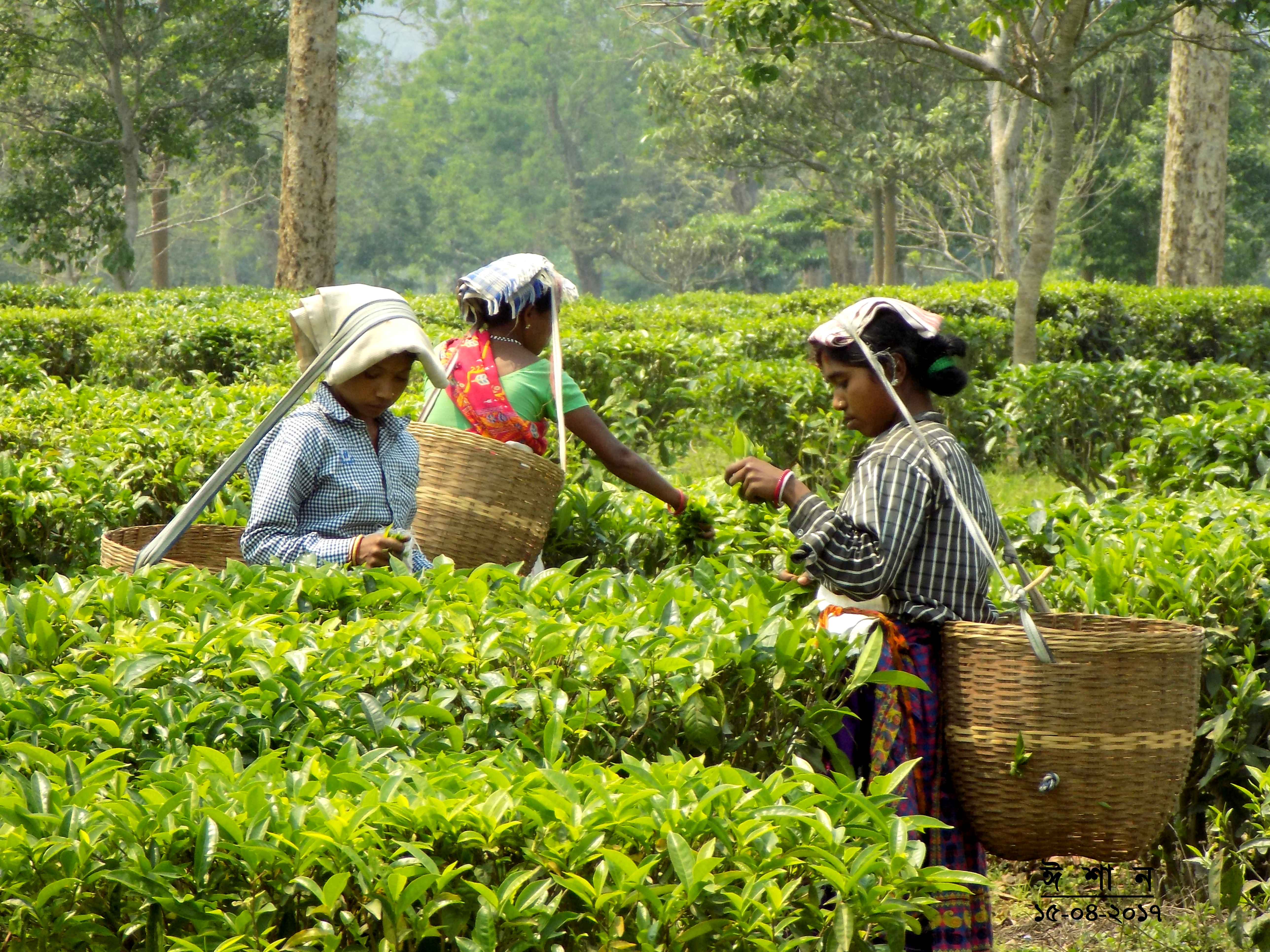
2017년 인도 아삼차의 수확 모습

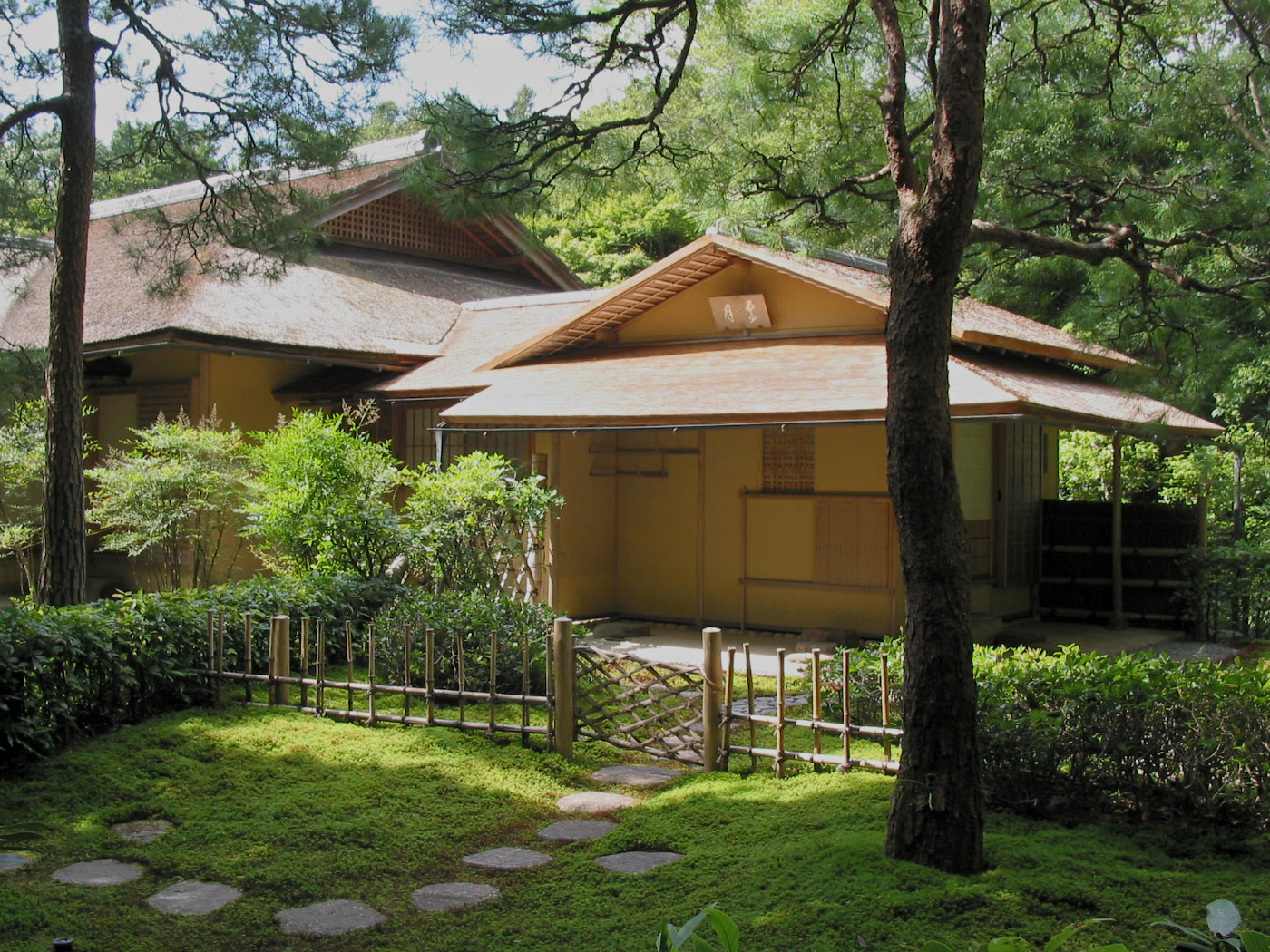
이세 신궁에서 세이게쓰 다실 (茶室)로 이어지는 로지 (露地)의 전경. 디딤돌, 이끼, 대나무로 만든 대문, 내외부 정원을 구분한 울타리 등을 만들어 둔다.

일본의 정원 문화에서 다도를 위한 다실 (茶室)로 향하는 길에 조성된 자연 공간을 '로지' (露地)라고 부른다. 여기서도 다실을 찾는 손님을 맞이하려는 용도로서 입구 쪽에 간단히 조성하는 정원에 해당된다. 디딤돌로 만든 진입로에서만 감상할 수 있도록 조성되며, 정원이 아니라 반드시 다실 내에서 마시는 것이 서양의 티 가든과의 차이점이다. 일반 주택의 앞뜰에도 로지를 조성할 수 있으며 일본은 물론 서양에서도 이러한 양식으로 꾸민 입구 쪽 정원을 찾아볼 수 있다.
허브 정원 가운데 카모마일, 모나르다, 페퍼민트, 레몬밤, 라벤더 등 차로 끓여 마시는 허브 위주로 심어지는 정원을 '차 정원' / '티 가든'이라고 부르기도 한다.

## 같이 보기
- 정원의 유형
- 영국의 차 문화
- 차 문화